# Csíklázárfalva borvízforrásai
A Kis- és Nagyharam vulkáni kúpok lábánál,  a Hi-, Tusnád-, Sugó- és Büdöspatakok  völgyében,  valamint a patakok által közrezárt hegyhátakon törnek fel Csíklázárfalva ásványos forrásai.

## Története
Lázárfalva a térség borvizekben leggazdagabb települése, ásványos forrásai, mofettái, gyógyfürdője már régen ismert és igen kedvelt volt a helyiek és a környéken élők körében. Írásos források már a 17. századtól említik Fortyogófürdő, a mai Nyírfürdő áldásos hatását. A több mint negyven forrás a településen levő patakok (Hi, Tusnád, Sugó, Büdös) völgyében, és az ezek által közrezárt hegyhátakon (Borvíztető, Nagyverem, Sugó pusztája) törnek fel, nagy részük foglalatlan, természetes állapotában található. Sok esetben a magánterületen levő forrás a  terület tulajdonosának a nevét viseli: Nagy Béláé, Antaloké, Karácsonyé. 
A Borvíztető alatt található Nyírfürdőt tápláló forrás vizét Dr. Bélteky Zsigmond elemeztette először 1818-ban, majd 1820-ban Pataki Sámuel és 1832-ben Osann E. is elvégezte a vizsgálatokat. A mellette levő Dögösöké nevezetű forrást a helyiek ivóvíznek használták. A két borvíz vegyi összetétele azonos, kalcium hidrogénkarbonátos típusú víz. Gyakrabban használt források még a Hi-pataka völgyében található Nagyborvíz, Borhozvaló, Cigányborvíz, Nagy Béláé. A Dögösöké forrás a helyi hagyomány szerint onnan kapta a nevét, hogy némelyek, a „dögök” nem mentek fel a tőle nem messze található Nagyborvíz forráshoz, hanem a könnyebben megközelíthető Dögösöké kutat választották. A köpübe foglalt Nagyborvíz Lázárfalva legismertebb forrása, típusa kalcium-magnézium-hidrogénkarbonátos ásványvíz. A helyiek savtúltengésre, vérnyomás és bélpanaszok kezelésére használták.

## Jellegzetessége
A lázárfalvi borvizek változatos vegyi összetételűek, többnyire kalcium-magnézium-hidrogénkarbonátos típusúak, de megtalálhatóak a kalcium-hidrogénkarbonátos, magnézium-kalcium-hidrogénkarbonátos és nátrium-magnézium-kalcium-hidrogénkarbonátos típusú vizek is.